# Toyonoshima Daiki
Toyonoshima Daiki  (豊ノ島 大樹?), all'anagrafe Kajiwara Daiki (in lingua giapponese: 梶原 大樹) (Sukumo, 26 giugno 1983) è un lottatore di sumo giapponese.
È cugino di secondo grado della calciatrice Shino Kunisawa.

## Carriera
Fa il suo debutto ufficiale nel sumo nel gennaio del 2002, insieme a Kotoshōgiku, rivale e amico dalle scuole medie inferiori, anche lui ora rikishi in Makuuchi. Scala velocemente le prime divisioni, trovandosi promosso a luglio dello stesso anno in Sandanme, dopo due yusho perfetti (7-0) nei mesi di marzo e maggio. A marzo dell'anno successivo entra in Makushita e a maggio 2004 nei Jūryō. Dopo soli due basho, a settembre, ottiene la promozione nella divisione maggiore.
Escludendo due retrocessioni della durata di due soli tornei, novembre 2004 e settembre 2005, nei Jūryō, la seconda delle quali gli permetterà di ottenere il suo terzo yusho, Toyonoshima continuerà il resto della sua carriera come lottatore Makuuchi. Tra i momenti più memorabili da sekitori sicuramente il torneo di gennaio 2007 in cui si trova a gareggiare con Asashōryū per il yusho e ottiene due sanshō, uno per spirito combattivo e uno per la tecnica. A marzo dello stesso anno l'ingresso nel sanyaku come komusubi.
Nel 2008 una kinboshi(stella d'oro) vinta contro lo yokozuna Hakuhō e un risultato di 10-5 nel Nagoya basho(torneo di luglio) gli permetteranno di raggiungere il ranking più alto della sua carriera, ovvero quello di sekiwake. Dopo una nuova retrocessione a maegashira, grazie ai risultati ottenuti nel torneo di gennaio riconquista nuovamente nel marzo 2010 il titolo di sekiwake.